# Masía Can Arquer
Can Arquer es una masía fortificada de las más antiguas de la comarca de El Maresme, que se encuentra en el valle de Goscons, en el municipio de Arenys de Munt.

## Historia
Las diferentes excavaciones arqueológicas realizadas a finales de los años cuarenta del pasado siglo, dejaron el descubierto cómo dicha casa utilizó para sus cimientos restos de edificaciones anteriores de época romana principalmente. Saliendo a la luz los restos de una importante villa romana del Bajo Imperio, y diferentes elementos tanto agrícolas como suntuarios de dicho período.
Acudiendo a diversas fuentes documentales se ha podido verificar que ya en el siglo XI existía una casa fuerte (força) erigida por la familia Gocons. La cual ostentaba derechos jurisdiccionales sobre el valle, convirtiendo a can Arquer en el epicentro de la Quadra de Goscons, posteriormente denominada baronia de Goscons. Por vinculación dicho patrimonio pasara en ele siglo XIII a los Arquer al casarse en 1266 la heredera Brunisenda de Goscons con un noble occitano llamado Pedro de Arquer.
Los avatares socioeconómicos que azotarán Cataluña influirán para que a mediados del siglo XVIII dicha casa inicie una decadencia irreversible que culminará a principios del siglo XIX al ser saqueada por las tropas napoleónicas como represalia al apoyo prestado al general Milans del Bosch. 
Será entonces cuando se pierda gran parte de su patrimonio y en especial la talla románica de Santa Maria de Goscons que presidía la capilla.

## Arquitectura
En la actual estructura del edificio pueden apreciarse restos de anteriores construcciones tanto románicas como especialmente góticas dado que la casa ha sido remodelada en varias ocasiones, la última a mediados del siglo XX. La casa es de planta cuadrada con tejado a cuatro aguas y consta de bajos, dos pisos y desván. 
En la fachada principal ornamentada con varios escudos pueden apreciarse unos importantes ventanales góticos de los siglos XIII a XIV, así como los cimientos de dos torres defensivas cilíndricas a cada extremo de la misma. En su entrono más inmediato se aprecian otras edificaciones indeterminadas y restos de fortificaciones y elementos defensivos.

## Ubicación
De las diversas masías que se hallan en dicho valle, can Arquer es la ubicada en un plano más elevado, dado su fin defensivo, justo en las estribaciones del parque natural del Montnegre Corredor (U.T.M. 46.16x ; 46082y)

## Uso y estado actual
Actualmente, es una finca particular. Se encuentra en periodo de restauración, volviendo a su estado original con mucho esfuerzo. Se han hecho 4 viviendas con entradas independientes.. 
esta en avanzado estado de mejora..